# 久保田一朗
久保田 一朗（くぼた いちろう、1951年11月4日 - ）は、日本の実業家、山陰合同銀行元代表取締役会長、元頭取、特別顧問、島根経済同友会特別幹事、島根県経営者協会会長

## 人物・経歴
1951年11月4日、島根県生まれ。1974年3月、立教大学社会学部産業関係学科（現・経営学部）卒業。
1974年4月、山陰合同銀行入行。1991年10月、ニューヨーク支店長、1993年7月、秘書課長、1996年4月、乃木支店長、2000年6月、大阪支店長、2002年11月、本店営業部長就任。
2004年6月、取締役鳥取営業部長、2005年6月、常務取締役鳥取営業部長、2006年6月、常務取締役鳥取営業本部副本部長、2007年6月、専務取締役、2008年4月、代表取締役専務就任。
2011年6月、代表取締役頭取兼頭取執行役員就任。代表取締役頭取在任中の2014年には、国立大学法人島根大学と「大学発ベンチャー等支援に関する協力協定書」を締結し、山陰合同銀行による大学発のベンチャービジネスをサポートする産学連携ファンド「しまね大学発・産学連携ファンド」を設立するなど、地域経済発展のために尽力した。設立されたファンドは島根大学が保有する特許等の知的財産及び研究成果等の大学シーズを活用した事業化への取組みに対して、資金面、経営面でのサポートを受けることを可能にするもので、事業所数の減少など雇用に機会が失われる状況にある山陰地域に新たな事業の創出を行い、地域経済を発展させる目的で設立されている
2015年6月、代表取締役会長就任。
また、島根経済同友会特別幹事、島根県経営者協会会長など山陰経済を支える要職も務める。